# St.-Nikolaus-Kapelle (Hechthausen)
Die katholische St.-Nikolaus-Kapelle in Hechthausen wurde am 6. September 1959 durch den Bischof Heinrich Maria Janssen dem Hl. Nikolaus geweiht. Sie entstand durch Umbau eines ehemaligen Feuerwehrhauses und befindet sich in der Wischer Straße 5.
Knapp 30 Jahre nach ihrer Weihe kam es im Zusammenhang mit gründlichen Reparaturen zu einer Neugestaltung des Innenraums, da zum einen Beschlüsse des Zweiten Vatikanischen Konzils berücksichtigt werden mussten und zum anderen die sakrale Ausstattung der ersten Nachkriegszeit sehr schlicht war.
Hierbei hat die Kapelle auch eine lebensgroße Bronzeplastik des Hl. Nikolaus erhalten.
Seit dem 1. September 2010 gehört die Kapelle zur Pfarrgemeinde Heilig Geist mit Sitz in Stade, zuvor gehörte sie zur St.-Ansgar-Pfarrei in Hemmoor-Warstade.

## Gebäudedetails

### Plastik des Hl. Nikolaus
Rechts neben dem Eingang steht eine Bronzeplastik des Hl. Nikolaus. Der Bischof neigt sich zu dem Eintretenden herab und beschenkt ihn symbolisch mit einem goldenen Apfel.

### Altar
Im Inneren der Kapelle befindet sich ein holzgezimmerter Altar. Der Altar wurde aus altem, rissigem Bauholz gebaut. Die Hölzer wurden in Fachwerk-Bauart gefügt.

### Ambo
Gleiches gilt auch für die Marien-Stele und den Ambo. Die in Flammen und feurige Zungen aufgelöste Taube ist das Symbol des Hl. Geistes.

### Altarkreuz und Tabernakel
Das Altarkreuz ist aus Eisen geschmiedet. Ebenso wie Altar, Marien-Stele und Ambo ist auch die Verkleidung des Tabernakels aus Eichenholz.
Die Schnitzerei des Mittelteils zeigt in der runden Form einer Hostie Ähren und Trauben. Die Zeichen für Brot und Wein.

### Fenster
Die vier bleiverglasten Fenster sind in den liturgischen Farben ausgeführt.
1. Das violett symbolisiert die Passionszeit. Eine groß angelegte Kreuzform erinnert an die Leiden und den Tod Jesu Christi.
2. Gegenüber erstrahlt in Goldgelb und Weiß – zum Zeichen der Auferstehung – der verklärte Leib Jesu Christi im Symbol des Altarsakraments.
3. Grün die Farbe des Lebens und der Hoffnung und erinnert an die Schöpfung der Welt.
4. Schließlich bleibt die wirbelnde Form in Rot. Mit diesem Zeichen ist das Wehen des göttlichen Geistes gemeint. Pfingsten ist der heilige Geist mit Sturmgebraus über die Menschen hinweggefegt und hat die große Wandlung eingeleitet, wie in der Apostelgeschichte beschrieben.

### Statuen
Sowohl die Pietá als auch die Hl. Elisabeth sind Reproduktionen nach alten Vorbildern. Die sieben Kerzen an der Marien-Stele charakterisieren die Sieben Schmerzen Mariens. Bemerkenswert ist die Schnitzarbeit der Hl. Elisabeth im gotischen Stil.